# Cereus validus
El ucle o Cereus validus o Cereus forbesii  es una especie fanerógama de la familia Cactaceae. 

## Distribución
Es endémica de las provincias dd Catamarca, Chaco, Santiago del Estero, Córdoba, Formosa,  norte de San Luis, Jujuy, Tucumán , La Rioja, Salta y Santa Fe en Argentina y de los departamentos de Chuquisaca, Santa Cruz y Tarija en Bolivia. Habita en bosques áridos de llanura y montaña. Es una especie muy poco usual en colecciones.

## Descripción
Es un arbusto perenne carnoso, muy ramificado y cilíndrico-columnar armado de espinas, de color verde.
Posee ramas de unos 10 cm de diámetro, de color verde grisáceo y carnosas, con cuatro a ocho costillas. posee espinas de hasta 10 cm de largo, que aparecen en grupos de entre dos y nueve.
Entre septiembre y diciembre, da flores solitarias, grandes, con las partes interiores blancas y rosas y las exteriores, de color rosa. Los frutos son una suerte de tuna, grande, carnosa, de color rojo a la madurez, con la pulpa lila y con abundantes semillas negras y muy pequeñas

## Taxonomía
Cereus validus fue descrita por Adrian Hardy Haworth y publicado en Philosophical Magazine and Journal 10: 420. 1831.<
Etimología
Cereus: nombre genérico que deriva del término latíno cereus = "cirio o vela" que alude a su forma alargada, perfectamente recta".
validus: epíteto latino que significa "robusto".
Sinonimia
- Piptanthocereus validus
- Cereus forbesii
- Piptanthocereus forbesii